# FA Cup 1972/73

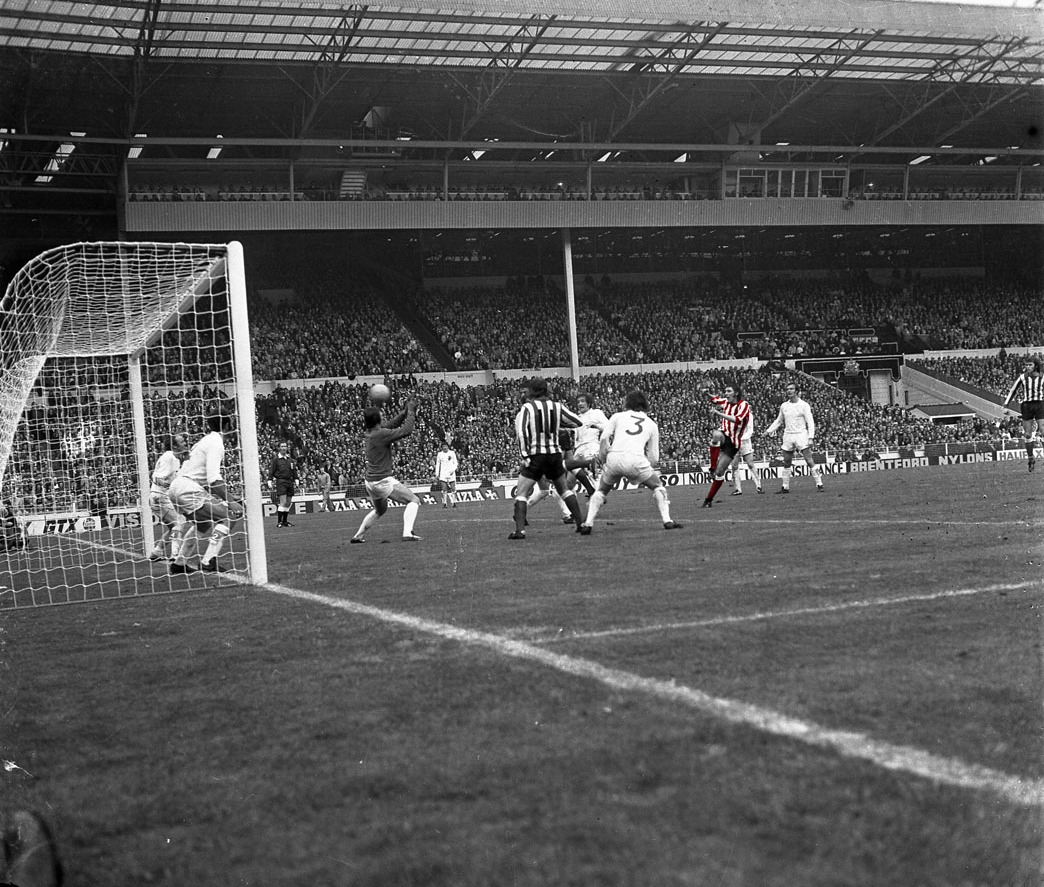
Szene des 1:0-Siegtors im 1973er FA-Cup-Finale.

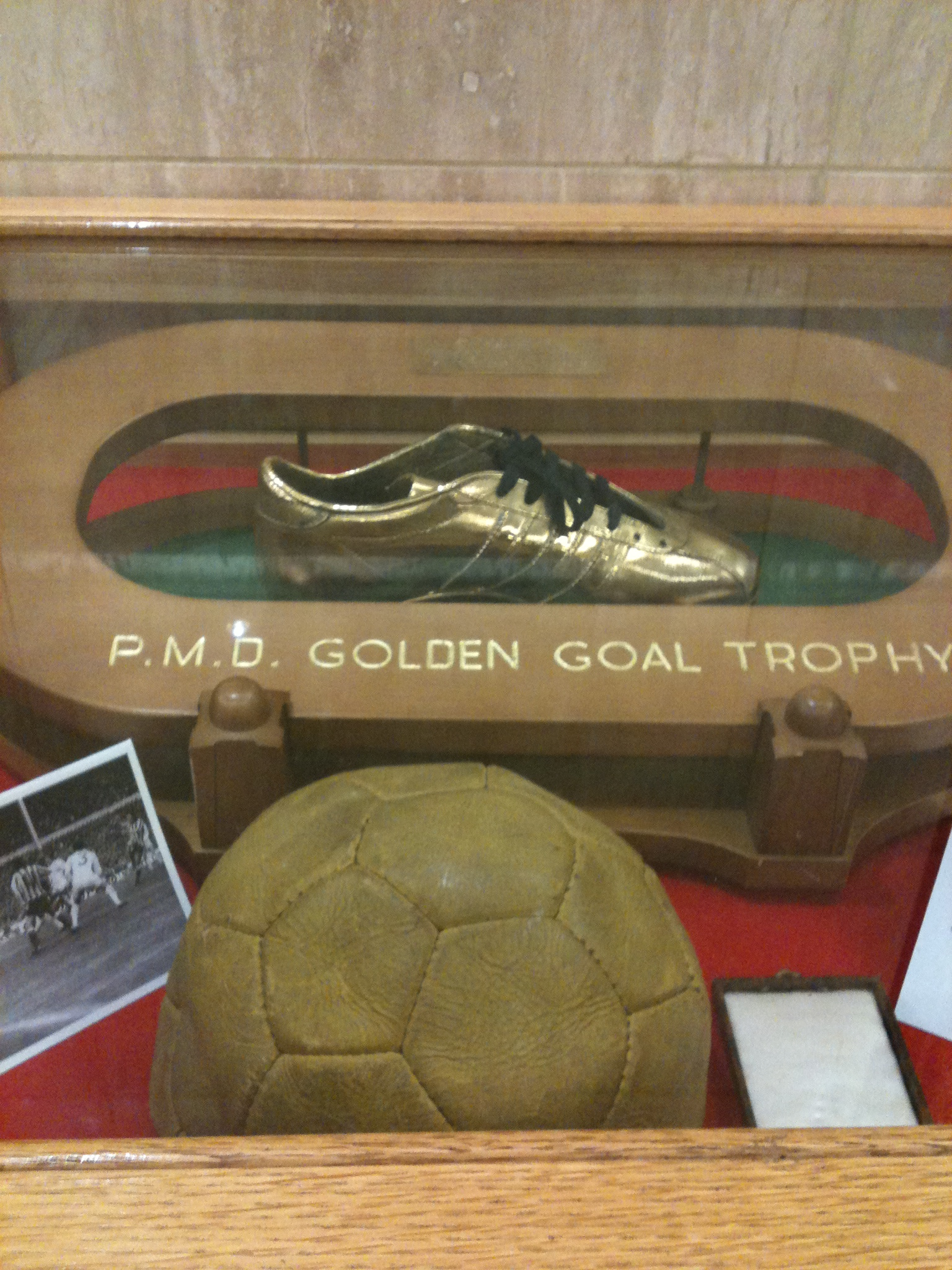
Der Spielball und die Auszeichnung des Golden Schuhs für den Siegtorschützen Ian Porterfield.

Der FA Cup 1972/73 war die 92. Austragung des The Football Association Challenge Cup (meist als FA Cup bekannt).
Der Pokalwettbewerb startete mit der Qualifikation zwischen dem 2. September 1972 und dem 8. November 1972. Die Hauptrunde begann anschließend ab dem 18. November 1972 und endete mit dem Finale in Wembley in London am 5. Mai 1973 vor einer Kulisse von offiziell 100.000 Zuschauern. Sieger des Wettbewerbs wurde zum zweiten Mal der AFC Sunderland. Unterlegener Finalist war Leeds United.

## Wettbewerb

### Erste Hauptrunde
| Datum             |                        | Ergebnis |                       |
| ----------------- | ---------------------- | -------- | --------------------- |
| 18. November 1972 | AFC Bournemouth        | 5:1      | Cambridge United      |
| 18. November 1972 | FC Altrincham          | 0:1      | Notts County          |
| 18. November 1972 | Banbury United         | 0:2      | FC Barnet             |
| 18. November 1972 | FC Barnsley            | 1:1      | Halifax Town          |
| 18. November 1972 | Barnstaple Town        | 0:2      | FC Bilston            |
| 18. November 1972 | Bolton Wanderers       | 1:1      | FC Chester            |
| 18. November 1972 | Boston United          | 1:2      | Lancaster City        |
| 18. November 1972 | Bradford City          | 3:0      | Grantham Town         |
| 18. November 1972 | Chelmsford City        | 2:0      | Hillingdon Borough    |
| 18. November 1972 | FC Chesterfield        | 4:2      | FC Rhyl               |
| 18. November 1972 | Colchester United      | 6:0      | Bognor Regis Town     |
| 18. November 1972 | Crewe Alexandra        | 1:0      | Stafford Rangers      |
| 18. November 1972 | FC Darlington          | 1:1      | AFC Wrexham           |
| 18. November 1972 | Doncaster Rovers       | 3:1      | FC Bury               |
| 18. November 1972 | FC Enfield             | 1:1      | FC Bishop’s Stortford |
| 18. November 1972 | FC Gillingham          | 1:2      | FC Reading            |
| 18. November 1972 | Grimsby Town           | 2:1      | Wigan Athletic        |
| 18. November 1972 | Hartlepool United      | 0:0      | Scunthorpe United     |
| 18. November 1972 | Hayes & Yeading United | 1:0      | Bristol Rovers        |
| 18. November 1972 | Lincoln City           | 2:2      | Blackburn Rovers      |
| 18. November 1972 | FC Margate             | 1:0      | Swansea City          |
| 18. November 1972 | AFC Newport County     | 5:1      | FC Alton              |
| 18. November 1972 | Oldham Athletic        | 1:1      | FC Scarborough        |
| 18. November 1972 | Peterborough United    | 1:0      | Northampton Town      |
| 18. November 1972 | Plymouth Argyle        | 1:0      | FC Hendon             |
| 18. November 1972 | Port Vale              | 2:1      | FC Southport          |
| 18. November 1972 | AFC Rochdale           | 1:2      | Bangor City           |
| 18. November 1972 | Rotherham United       | 4:0      | FC South Shields      |
| 18. November 1972 | FC South Liverpool     | 0:2      | Tranmere Rovers       |
| 18. November 1972 | Southend United        | 0:2      | FC Aldershot          |
| 18. November 1972 | Spennymoor United      | 1:1      | Shrewsbury Town       |
| 18. November 1972 | Stockport County       | 1:0      | AFC Workington        |
| 18. November 1972 | Telford United         | 3:2      | Nuneaton Borough      |
| 18. November 1972 | Tonbridge Angels       | 0:5      | Charlton Athletic     |
| 18. November 1972 | Torquay United         | 3:0      | Hereford United       |
| 18. November 1972 | FC Walsall             | 3:3      | Kettering Town        |
| 18. November 1972 | Walton & Hersham       | 2:1      | Exeter City           |
| 18. November 1972 | Watford                | 4:2      | Guildford City        |
| 18. November 1972 | Yeovil Town            | 2:1      | FC Brentford          |
| 18. November 1972 | York City              | 2:1      | Mansfield Town        |

#### Wiederholungsspiele
| Datum             |                       | Ergebnis |                   |
| ----------------- | --------------------- | -------- | ----------------- |
| 21. November 1972 | FC Bishop’s Stortford | 1:0      | FC Enfield        |
| 21. November 1972 | Halifax Town          | 2:1      | FC Barnsley       |
| 21. November 1972 | Scunthorpe United     | 0:0      | Hartlepool United |
| 21. November 1972 | Shrewsbury Town       | 3:1      | Spennymoor United |
| 22. November 1972 | FC Chester            | 0:1      | Bolton Wanderers  |
| 22. November 1972 | Kettering Town        | 1:2      | FC Walsall        |
| 22. November 1972 | FC Scarborough        | 2:1      | Oldham Athletic   |
| 22. November 1972 | AFC Wrexham           | 5:0      | FC Darlington     |
| 27. November 1972 | Blackburn Rovers      | 4:1      | Lincoln City      |
| 27. November 1972 | Hartlepool United     | 1:2      | Scunthorpe United |

### Zweite Hauptrunde
| Datum             |                       | Ergebnis |                        |
| ----------------- | --------------------- | -------- | ---------------------- |
| 9. Dezember 1972  | AFC Bournemouth       | 0:0      | Colchester United      |
| 9. Dezember 1972  | Bangor City           | 2:3      | York City              |
| 9. Dezember 1972  | FC Barnet             | 1:1      | FC Bilston             |
| 9. Dezember 1972  | FC Bishop’s Stortford | 2:2      | Peterborough United    |
| 9. Dezember 1972  | Blackburn Rovers      | 0:1      | Crewe Alexandra        |
| 9. Dezember 1972  | Bolton Wanderers      | 3:0      | Shrewsbury Town        |
| 9. Dezember 1972  | Bradford City         | 2:1      | Tranmere Rovers        |
| 9. Dezember 1972  | Chelmsford City       | 5:0      | Telford United         |
| 9. Dezember 1972  | Grimsby Town          | 2:2      | FC Chesterfield        |
| 9. Dezember 1972  | Notts County          | 2:1      | Lancaster City         |
| 9. Dezember 1972  | Port Vale             | 1:0      | AFC Wrexham            |
| 9. Dezember 1972  | FC Reading            | 0:0      | Hayes & Yeading United |
| 9. Dezember 1972  | Rotherham United      | 0:1      | Stockport County       |
| 9. Dezember 1972  | FC Scarborough        | 1:2      | Doncaster Rovers       |
| 9. Dezember 1972  | Scunthorpe United     | 3:2      | Halifax Town           |
| 9. Dezember 1972  | Torquay United        | 0:1      | AFC Newport County     |
| 9. Dezember 1972  | Walton & Hersham      | 0:1      | FC Margate             |
| 9. Dezember 1972  | FC Watford            | 2:0      | FC Aldershot           |
| 9. Dezember 1972  | Yeovil Town           | 0:2      | Plymouth Argyle        |
| 12. Dezember 1972 | FC Walsall            | 1:2      | Charlton Athletic      |

#### Wiederholungsspiele
| Datum             |                        | Ergebnis |                       |
| ----------------- | ---------------------- | -------- | --------------------- |
| 11. Dezember 1972 | Colchester United      | 0:2      | AFC Bournemouth       |
| 11. Dezember 1972 | Peterborough United    | 3:1      | FC Bishop’s Stortford |
| 12. Dezember 1972 | FC Bilston             | 0:1      | FC Barnet             |
| 12. Dezember 1972 | Hayes & Yeading United | 0:1      | FC Reading            |
| 13. Dezember 1972 | FC Chesterfield        | 0:1      | Grimsby Town          |

### Dritte Hauptrunde
| Datum           |                         | Ergebnis |                    |
| --------------- | ----------------------- | -------- | ------------------ |
| 13. Januar 1973 | FC Arsenal              | 2:2      | Leicester City     |
| 13. Januar 1973 | Bradford City           | 2:1      | FC Blackpool       |
| 13. Januar 1973 | Brighton & Hove Albion  | 0:2      | FC Chelsea         |
| 13. Januar 1973 | FC Burnley              | 0:0      | FC Liverpool       |
| 13. Januar 1973 | Carlisle United         | 2:2      | Huddersfield Town  |
| 13. Januar 1973 | Charlton Athletic       | 1:1      | Bolton Wanderers   |
| 13. Januar 1973 | Chelmsford City         | 1:3      | Ipswich Town       |
| 13. Januar 1973 | Crystal Palace          | 2:0      | FC Southampton     |
| 13. Januar 1973 | FC Everton              | 3:2      | Aston Villa        |
| 13. Januar 1973 | Grimsby Town            | 0:0      | Preston North End  |
| 13. Januar 1973 | Luton Town              | 2:0      | Crewe Alexandra    |
| 13. Januar 1973 | Manchester City         | 3:2      | Stoke City         |
| 13. Januar 1973 | FC Margate              | 0:6      | Tottenham Hotspur  |
| 13. Januar 1973 | FC Millwall             | 3:0      | AFC Newport County |
| 13. Januar 1973 | Newcastle United        | 2:0      | AFC Bournemouth    |
| 13. Januar 1973 | Norwich City            | 1:1      | Leeds United       |
| 13. Januar 1973 | Notts County            | 1:1      | AFC Sunderland     |
| 13. Januar 1973 | FC Orient               | 1:4      | Coventry City      |
| 13. Januar 1973 | Peterborough United     | 0:1      | Derby County       |
| 13. Januar 1973 | Plymouth Argyle         | 1:0      | FC Middlesbrough   |
| 13. Januar 1973 | Port Vale               | 0:1      | West Ham United    |
| 13. Januar 1973 | FC Portsmouth           | 1:1      | Bristol City       |
| 13. Januar 1973 | Queens Park Rangers     | 0:0      | FC Barnet          |
| 13. Januar 1973 | Scunthorpe United       | 2:3      | Cardiff City       |
| 13. Januar 1973 | Sheffield Wednesday     | 2:0      | FC Fulham          |
| 13. Januar 1973 | Stockport County        | 0:0      | Hull City          |
| 13. Januar 1973 | Swindon Town            | 2:0      | Birmingham City    |
| 13. Januar 1973 | FC Watford              | 0:1      | Sheffield United   |
| 13. Januar 1973 | West Bromwich Albion    | 1:1      | Nottingham Forest  |
| 13. Januar 1973 | Wolverhampton Wanderers | 1:0      | Manchester United  |
| 13. Januar 1973 | York City               | 0:1      | Oxford United      |
| 17. Januar 1973 | FC Reading              | 2:0      | Doncaster Rovers   |

#### Wiederholungsspiele
| Datum           |                      | Ergebnis |                      |
| --------------- | -------------------- | -------- | -------------------- |
| 15. Januar 1973 | Preston North End    | 0:1      | Grimsby Town         |
| 16. Januar 1973 | FC Barnet            | 0:3      | Queens Park Rangers  |
| 16. Januar 1973 | Bristol City         | 4:1      | FC Portsmouth        |
| 16. Januar 1973 | Huddersfield Town    | 0:1      | Carlisle United      |
| 16. Januar 1973 | FC Liverpool         | 3:0      | FC Burnley           |
| 16. Januar 1973 | AFC Sunderland       | 2:0      | Notts County         |
| 17. Januar 1973 | Bolton Wanderers     | 4:0      | Charlton Athletic    |
| 17. Januar 1973 | Leeds United         | 1:1      | Norwich City         |
| 17. Januar 1973 | Leicester City       | 1:2      | FC Arsenal           |
| 22. Januar 1973 | Nottingham Forest    | 0:0      | West Bromwich Albion |
| 23. Januar 1973 | Hull City            | 2:0      | Stockport County     |
| 29. Januar 1973 | Norwich City         | 0:5      | Leeds United         |
| 29. Januar 1973 | West Bromwich Albion | 3:1      | Nottingham Forest    |

### Vierte Hauptrunde
| Datum           |                         | Ergebnis |                     |
| --------------- | ----------------------- | -------- | ------------------- |
| 3. Februar 1973 | FC Arsenal              | 2:0      | Bradford City       |
| 3. Februar 1973 | Bolton Wanderers        | 2:2      | Cardiff City        |
| 3. Februar 1973 | Carlisle United         | 2:1      | Sheffield United    |
| 3. Februar 1973 | FC Chelsea              | 2:0      | Ipswich Town        |
| 3. Februar 1973 | Coventry City           | 1:0      | Grimsby Town        |
| 3. Februar 1973 | Derby County            | 1:1      | Tottenham Hotspur   |
| 3. Februar 1973 | FC Everton              | 0:2      | FC Millwall         |
| 3. Februar 1973 | Hull City               | 1:0      | West Ham United     |
| 3. Februar 1973 | Leeds United            | 2:1      | Plymouth Argyle     |
| 3. Februar 1973 | FC Liverpool            | 0:0      | Manchester City     |
| 3. Februar 1973 | Newcastle United        | 0:2      | Luton Town          |
| 3. Februar 1973 | Oxford United           | 0:2      | Queens Park Rangers |
| 3. Februar 1973 | Sheffield Wednesday     | 1:1      | Crystal Palace      |
| 3. Februar 1973 | AFC Sunderland          | 1:1      | FC Reading          |
| 3. Februar 1973 | West Bromwich Albion    | 2:0      | Swindon Town        |
| 3. Februar 1973 | Wolverhampton Wanderers | 1:0      | Bristol City        |

#### Wiederholungsspiele
| Datum            |                     | Ergebnis |                     |
| ---------------- | ------------------- | -------- | ------------------- |
| 6. Februar 1973  | Crystal Palace      | 1:1      | Sheffield Wednesday |
| 7. Februar 1973  | Cardiff City        | 1:1      | Bolton Wanderers    |
| 7. Februar 1973  | Manchester City     | 2:0      | FC Liverpool        |
| 7. Februar 1973  | FC Reading          | 1:3      | AFC Sunderland      |
| 7. Februar 1973  | Tottenham Hotspur   | 3:5      | Derby County        |
| 12. Februar 1973 | Bolton Wanderers    | 1:0      | Cardiff City        |
| 19. Februar 1973 | Sheffield Wednesday | 3:2      | Crystal Palace      |

### Fünfte Hauptrunde
| Datum            |                         | Ergebnis |                      |
| ---------------- | ----------------------- | -------- | -------------------- |
| 24. Februar 1973 | Bolton Wanderers        | 0:1      | Luton Town           |
| 24. Februar 1973 | Carlisle United         | 1:2      | FC Arsenal           |
| 24. Februar 1973 | Coventry City           | 3:0      | Hull City            |
| 24. Februar 1973 | Derby County            | 4:2      | Queens Park Rangers  |
| 24. Februar 1973 | Leeds United            | 2:0      | West Bromwich Albion |
| 24. Februar 1973 | Manchester City         | 2:2      | AFC Sunderland       |
| 24. Februar 1973 | Sheffield Wednesday     | 1:2      | FC Chelsea           |
| 24. Februar 1973 | Wolverhampton Wanderers | 1:0      | FC Millwall          |

#### Wiederholungsspiel
| Datum            |                | Ergebnis |                 |
| ---------------- | -------------- | -------- | --------------- |
| 27. Februar 1973 | AFC Sunderland | 3:1      | Manchester City |

### Sechste Hauptrunde
| Datum         |                         | Ergebnis |               |
| ------------- | ----------------------- | -------- | ------------- |
| 17. März 1973 | FC Chelsea              | 2:2      | FC Arsenal    |
| 17. März 1973 | Derby County            | 0:1      | Leeds United  |
| 17. März 1973 | AFC Sunderland          | 2:0      | Luton Town    |
| 17. März 1973 | Wolverhampton Wanderers | 2:0      | Coventry City |

#### Wiederholungsspiel
| Datum         |            | Ergebnis |            |
| ------------- | ---------- | -------- | ---------- |
| 20. März 1973 | FC Arsenal | 2:1      | FC Chelsea |

### Halbfinale
Die beiden Spiele wurden am 7. April 1973 ausgetragen.
|                | Ergebnis |                         | Ort        |
| -------------- | -------- | ----------------------- | ---------- |
| Leeds United   | 1:0      | Wolverhampton Wanderers | Manchester |
| AFC Sunderland | 2:1      | FC Arsenal              | Sheffield  |

### Finale
| AFC Sunderland                           | AFC Sunderland | Leeds United | Leeds United |
| ---------------------------------------- | --- | --- | ------------ |
| AFC Sunderland                           | \| Finale \| \| Samstag, 5. Mai 1973 in London (Wembley) \| \| Ergebnis: 1:0 (1:0) \| \| Zuschauer: 100.000 \| \| Schiedsrichter: Ken Burns \| \| Spielbericht \|                     | \| Finale \| \| Samstag, 5. Mai 1973 in London (Wembley) \| \| Ergebnis: 1:0 (1:0) \| \| Zuschauer: 100.000 \| \| Schiedsrichter: Ken Burns \| \| Spielbericht \|                                    | Leeds United |
| AFC Sunderland                           | Jimmy Montgomery – Dick Malone, Ron Guthrie – Micky Horswill, David Watson, Richie Pitt – Bobby Kerr, Billy Hughes, Vic Halom, Ian Porterfield, Dennis Tueart Cheftrainer: Bob Stokoe | David Harvey – Paul Reaney, Trevor Cherry – Billy Bremner, Paul Madeley, Norman Hunter – Peter Lorimer, Allan Clarke, Mick Jones, Johnny Giles, Eddie Gray (75. Terry Yorath) Cheftrainer: Don Revie | Leeds United |
| AFC Sunderland                           | 1:0 Ian Porterfield (32.) | | Leeds United |
| Finale                                   | | |              |
| Samstag, 5. Mai 1973 in London (Wembley) | | |              |
| Ergebnis: 1:0 (1:0)                      | | |              |
| Zuschauer: 100.000                       | | |              |
| Schiedsrichter: Ken Burns                | | |              |
| Spielbericht                             | | |              |